# Manica, Mozambic
Manica este un oraș în Mozambic. Aici se află ultima stație de până la granița cu Zimbabwe.